# Lingueem
Een lingueem is een taalkundig concept dat door Martin Haspelmath geïntroduceerd werd, en dat verondersteld werd vergelijkbaar met een gen te zijn.
In de evolutionaire opvatting van de taalkunde bestaat de nood aan een begrip dat, parallel met de genen uit de biologie, gereproduceerd en in de loop der tijden gemodificeerd wordt; op die wijze is de evolutie van taal in wezen een soort genetische replicatie. Net zoals diersoorten doorheen de tijdperken evolueren doordat ze zich aanpassen, zo veranderen talen, in deze opvatting, doordat sommige uitingen andere verdringen. Het lingueem is met andere woorden de taalkundige tegenhanger van het gen: genen worden voortgeplant doordat de organismen waarvan ze deel uitmaken zich voortplanten. Parallel hiermee worden talige uitingen voortgeplant doordat hun sprekers zich voortplanten. Vergelijkbaar met een genetische replicatie treedt zodoende een linguemische replicatie op.
De darwinistische benadering van de taal vereist dat de wetenschappelijke vorderingen op het gebied van de genetica hun parallelle structuren in de taal vinden; zo stelt zij taal als een geheel van uitingen voor, binnen een bepaalde populatie – deze taalpopulatie, namelijk de sprekers van een taal, bezit dan haar eigen linguemenpoel. Deze linguemen worden door de taalgebruikers, de replicatoren, voortgeplant. De allelen van de linguemen zijn dan de varianten van het lingueem, bijvoorbeeld stilistische inkleuringen; door innovatie en repetitie halen sommige linguemen uit de poel de bovenhand, en planten zich verder voort, aldus William Croft, die de evolutietheorie op de taal toepast: ook in het rijk van de taal geldt min of meer de survival of the fittest. Wat de precieze criteria zijn voor een lingueem met grote overlevingskansen, wordt in de theorie niet duidelijk omschreven.
De linguementheorie baseert zich grotendeels op het concept van het meme, ingevoerd in de antropologie door Richard Dawkins en uitgewerkt door Susan Blackburn. Een meem zou dan om het even welke sociale impuls zijn (een handgebaar, een manier van lopen, of zelfs mode), die zich eveneens volgens de regels van de selectie verspreidt. 
Men kan zich afvragen of dit niet een té brede interpretatie van de evolutietheorie voorstelt, en of men een biologisch concept als het gen wel op een sociaal fenomeen als de taal kan projecteren (er is wellicht sprake van hypostase). Het lingueem is dan ook een aanvechtbaar concept dat vooralsnog geen algemene ingang heeft gevonden.